# Johann Baptist Weigl
Johann Baptist Weigl (* 26. März 1783 in Hahnbach; † 6. Juli 1852 in Regensburg) war ein deutscher Geistlicher, Theologe, Mathematiker und Komponist.

## Leben
Weigl wurde 1790 Chorknabe im Kloster Prüfening. Ab 1794 besuchte er das Amberger Gymnasium. Nach dem Studienabschluss trat er im Kloster Prüfening in den Benediktinerorden ein und wurde schließlich Novize im Kloster Rott, wo er unter dem Einfluss von Aegidius Jais stand. Nach der Säkularisation setzte er seine Studien am Lyzeum in Amberg fort. Am 31. Mai 1806 wurde er in Regensburg zum Priester geweiht. Im selben Jahr kehrte er nach Tätigkeiten am Regensburger Dom und der dortigen Mädchenschule nach Amberg zurück. Er unterrichtete, wurde 1809 zum Professor der zweiten Gymnasialklasse befördert und erhielt 1813 die Professur für Moraltheologie und Kirchengeschichte am dortigen Lyzeum.
Am 20. Oktober 1817 wurde Weigl als Professor für Kirchenrecht und Kirchengeschichte an das Regensburger Lyzeum Albertinum berufen, das schon damals Hochschulstatus hatte. 1821 wurde er zusätzlich zum Rektor des Regensburger Alten Gymnasiums am  Ägidienplatz ernannt, das 1962 am neuen Standort im Stadtwesten den Namen Albertus-Magnus-Gymnasium erhielt. 1824 wechselte er als Rektor an das Lyzeum Albertinum, dem Vorläufer der Philosophisch-theologischen Hochschule Regensburg. 1826 bis 1834 war er Inspektor des Knaben- und Musikseminars zu St. Paul. 1832 wurde er Kreisscholarch und am 22. März 1834 Regensburger Domherr, außerdem hatte er das Amt des Offizials inne. Er wurde zum bischöflichen Geistlichen Rat ernannt.
Seit 1850 war Weigl Mitglied der Bayerischen Akademie der Wissenschaften. Schon 1849 war ihm das Ritterkreuz des Verdienstordens vom heiligen Michael verliehen worden.

## Werke (Auswahl)
- Katholisches Gebet- und Gesangbuch für nachdenkende und innige Christen, Seidel, Sulzbach 1817.
- Litanie solenni op. 2, Regensburg 1830.
- Lehrbuch der Arithmetik und Algebra: zum öffentlichen Gebrauche und Selbstunterrichte, 2 Bände, Seidel, Sulzbach 1832.
- Uebung der Vollkommenheit und der christlichen Tugenden, 6 Bände, Wien 1837–1854.
- Theologisch-chronologische Abhandlung über das wahre Geburts- und Sterb-Jahr Jesu Christi, 2 Bände, Seidel, Sulzbach 1849.